# Шарени даждевњак
Шарени даждевњак (лат. Salamandra salamandra) је најпознатији представник даждевњака, који насељава западни, централни и јужни део Европе, све до Мале Азије и Сирије. Постоји више подврста. Тело је вретенасто, црне боје, са карактеристичним жутим мрљама, које упозоравају грабљивце (апосоматска обојеност). 

## Изглед
Шарени даждевњак је црне боје са жутим мрљама различитих димензија и облика. Тело је вретенасто и на пресеку обло, док су мужјаци нешто виткији од женки. Реп је мало краћи од трупа. Глава је широка и према напријед се сужава и завршава заобљеним устима. У устима поседују непчане зубе. Прелаз из главе у врат је слабо уочљив. Екстремитети су слабо развијени, па се крећу лагано и тромо потискујући ногама тело, у чему учествују и покрети трупа. На површини глатке и сјајне коже уочавају се многобројне жлезде које луче отровне материје. Шарени даждевњак лучи ову материју у виду беличасте течности, која иритира очи и уста предатора. Шарени даждевњаци нарасту до 20, рјеђе 25 cm.

## Начин живота
Шарени даждевњаци насељавају брежуљкаста подручја са листопадном шумом и жбуњем. Живе на копну, али близу воде, најчешће брдских потока и извора. Дању време проводе скривени на влажним местима, као што је маховина, лишће, корење, камење и сл. Предвече, у току ноћи или рано ујутро напуштају своја скровишта у потрази за храном. Посебно су активни после кише, кад се може сусрести велики број јединки. Шарени даждевњаци се хране глистама, пужевима, инсектима и њиховим ларвама, рачићима, ситнијим водоземцима.

## Размножавање
Паре се у прољеће или љето. Ритуал парења се врши на копну или у плиткој води. Оплођење је унутрашње, а ембрионални развој траје 9 до 10 месеци. Женка рађа 30 до 70 личинки, најчешће око следећег пролећа. Женка рађа личинке у плитке потоке са песковитим дном, у изворе или јаме испуњене водом, коју не насељавају рибе. Вивипарни су, мада се може десити да женка положи јаја у којим је ембрионални развоје скоро завршен, па се из њих врло брзо извале ларве. Ларве су дуге око 30 mm. Имају развијене предње и задње удове, и спољашње шкрге. Развиће траје 2 до 3 месеца. Јединке које су метаморфозирале у адултни облик дуге су око 50 mm. Полну зрелост стичу у четвртој години живота. Животни век им је око 14 до чак 20 година.